# Идеальный тепловой контакт
Идеальным называется такой тепловой контакт поверхности тела с окружающей средой (конвективный теплообмен с газом или жидкостью) или с другим телом, когда температуры соприкасающихся поверхностей одинаковы. Условия идеального теплового контакта также иногда называют граничными условиями 4-го рода.

## Условия идеального теплового контакта
Идеальный тепловой контакт предусматривает, что на граничной поверхности {\displaystyle A} имеет место равенство температур
{\displaystyle T{\big |}_{A}=T_{c}{\big |}_{A}}
и равенство тепловых потоков
{\displaystyle -\lambda {\frac {\partial T}{\partial n}}{\bigg |}_{A}=-\lambda _{c}{\frac {\partial T_{c}}{\partial n}}{\bigg |}_{A}}
где {\displaystyle T,~T_{c}} — температура тела и соприкасающейся среды (или тела), соответственно; {\displaystyle \lambda ,~\lambda _{c}} — коэффициент теплопроводности тела и соприкасающегося ламинарного подслоя (или тела), соответственно; {\displaystyle n} — нормаль к поверхности {\displaystyle A}.